# Hulun-Buir-Wüste
Die Hulun-Buir-Wüste ist eine Steppe in Nord-Ost-China am Dreiländereck mit der Mongolei und Russland. Während weite Teile aus Grasland bestehen, gibt es vor allem in den nördlichen und südlichen Bereichen Sanddünen. Über 50 % der Fläche hat Vegetation. Die Jahresmittel der Niederschlagshöhen liegen zwischen 250 und 350 mm die hauptsächlich durch den Monsun von Juli bis September anfallen. Die Jahresmitteltemperaturen variieren zwischen −2 und 0 °C. Während des trockenen Frühlings kommt es häufig zu Winden mit mehr als 17 m/s. Für die Dauer von rund zwei Tagen pro Jahr gibt es Sandstürme, weniger als in allen anderen Wüsten Chinas. Erst seit Ende des 17. Jahrhunderts  wurde das Land kultiviert als Einwanderer aus Zentralchina dorthin gelangten. Seither wurde durch Bodenbearbeitung und Überweidung die natürliche Vegetationsdecke an vielen Orten zerstört was zu einer Mobilisierung von Dünen führte.